# Magic Christian (Film)
Magic Christian (Originaltitel: The Magic Christian) ist eine britische Filmkomödie von 1969 unter der Regie von Joseph McGrath. Die Hauptrollen sind besetzt mit Peter Sellers, der auch am Drehbuch beteiligt war, und Ringo Starr.
Der Film beruht auf Terry Southerns Roman The Magic Christian, erschienen 1960 in New York.

## Handlung

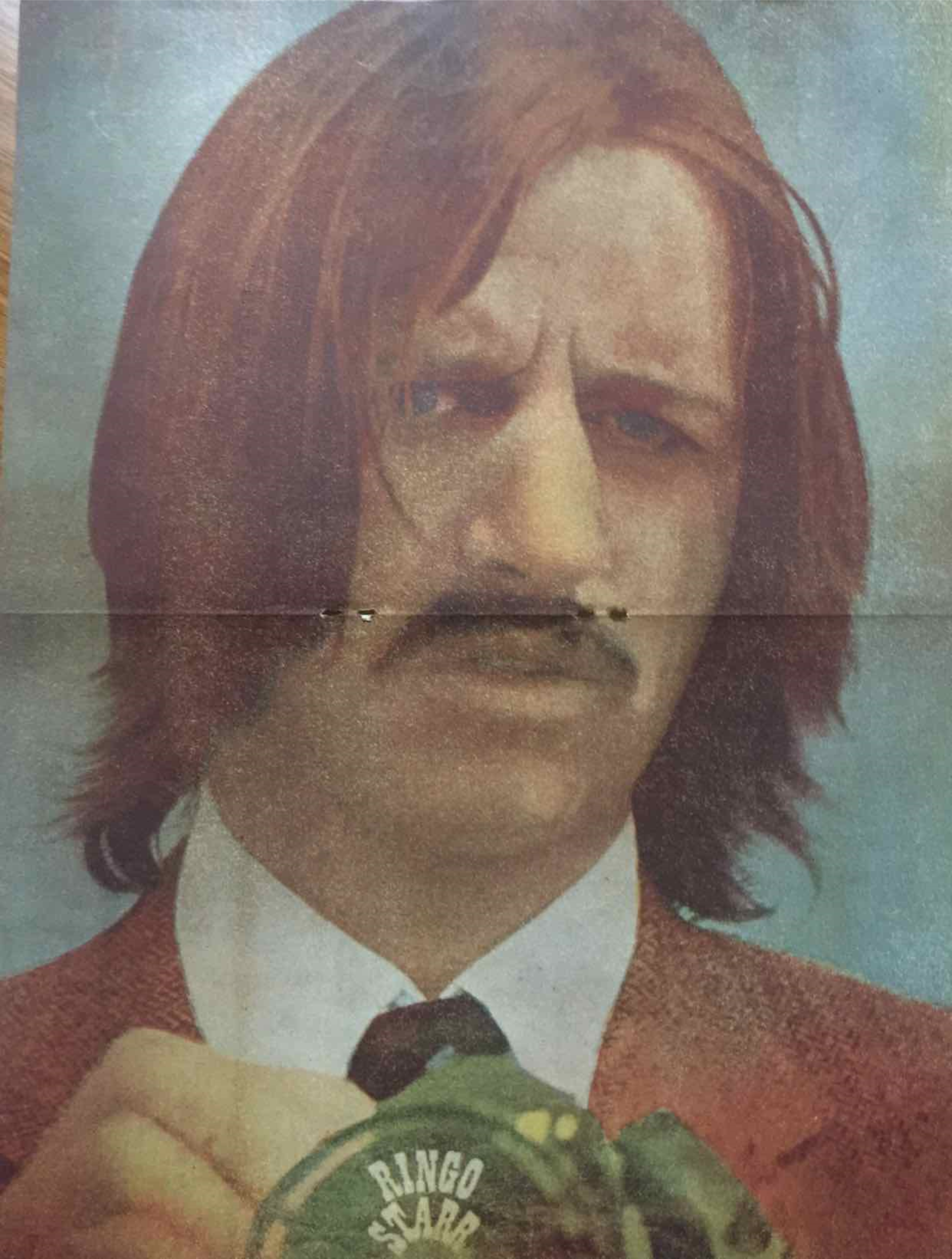
Ringo Starr, 1969

Der Obdachlose Youngman nächtigt im Schlafsack in einem Park, wird aber vom Parkwächter vertrieben. Sir Guy Grand, ein Exzentriker par excellence, der ihm in der Nähe des Parks zufällig begegnet, nimmt ihn bei sich auf und macht ihn durch Adoption zum Erben seines unverschämt riesigen Vermögens. Es macht ihm Spaß, den jungen Mann in die Feinheiten seines Familienunternehmens einzuweihen und ihm zu zeigen, wie Gier die Menschen verwandelt und wie sehr die Sicht auf jemanden sich wandelt, wenn man ihn für reich hält. Sir Guy lässt nichts aus, so geht er beispielsweise mit einem Maschinengewehr, einem Panzer und einem Flammenwerfer auf Moorhühnerjagd. Während eines Theaterbesuchs ist das Publikum schockiert, als der Darsteller des Hamlet, der von Sir Guy mit Geld gekauft worden ist, einen Striptease aufführt. Bei einem exklusiven Diner in einem Club lässt sich Sir Guy als einen der letzten echten Gourmets feiern und sich die exquisitesten Gerichte servieren, wie etwa eine große Portion Beluga-Kaviar, nur um sich das Essen dann auf die abstoßendste Weise in den Mund zu stopfen und auf sein Gesicht zu schmieren. Zwei Schwergewichtsboxer besticht der Exzentriker in einem Weltmeisterkampf, dass sie sich küssen, anstatt zu boxen. (Bei dieser wie bei einer Reihe anderer Aktionen kann das Publikum allerdings nur vermuten, dass Sir Guy dahinterstecken könnte, direkt gezeigt oder gesagt wird es nicht immer.) Als Nächstes kauft Sir Guy im Vorfeld einer Auktion bei Sotheby’s ein mögliches Rembrandt-Gemälde, um es dann vor den Augen des Direktors des Auktionshauses mit einer Schere zu zerschneiden. Dann bietet er während der Auktion Fantasiepreise auf ein Schrottgemälde und animiert dadurch ein amerikanisches Ehepaar, das an dessen Wert glaubt, ihn zu überbieten.
Als Höhepunkt der Saison plant Sir Guy eine elitäre, nur einer ganz ausgewählten kleinen Gruppe von Menschen der High Society zugängliche Kreuzfahrt auf dem Luxusliner „The Magic Christian“. Diese Fahrt wird jedoch mehr als chaotisch, denn Kreaturen wie Dracula, King Kong und ähnliche Gestalten tauchen an Deck auf und erschrecken die Passagiere. Auch eine simulierte Schiffskatastrophe lässt der Milliardär nicht aus. Überzeugt, dass das Schiff sinken werde, stürmen die Passagiere nach oben – worauf sie sich auf der Straße wiederfinden und feststellen müssen, dass es das Schiff gar nicht gibt, das Innere der „Magic Christian“ war lediglich eine Kulisse in einer Lagerhalle. Und noch einen letzten Beweis seiner Theorie des käuflichen Menschen will Sir Guy Youngman erbringen. In einem Riesenbottich werden Urin, Kot und Blut gemischt und in diese Fäkalien leert er einen Koffer voller Geld – und tatsächlich beginnen die Menschen in dieser Ekel erregenden Mischung danach zu tauchen. Sir Guy und Youngman wenden sich ab und fahren zu dem Park, wo sie sich zum ersten Mal trafen. Hier möchte Sir Guy nunmehr gemeinsam mit seinem Adoptivsohn das Leben eines Obdachlosen ausprobieren und legt sich neben diesem in einem Schlafsack ins Gras. Den Parkwächter, der die beiden vertreiben möchte, besticht er mit einem dicken Geldbündel, ihnen den Schlafplatz auf Dauer zu reservieren.

## Produktionsnotizen und Hintergrund
Viele der Aufnahmen entstanden in der Londoner Innenstadt sowie im Außenbezirk. Gefilmt wurde auch rund um die Westminster School. Es handelt sich um eine Produktion von Grand Films. Neben Ken Thorne komponierten auch Paul McCartney, John Keene und Noël Coward Musik für den Film. McCartney schrieb und produzierte auch den Titelsong Come and Get It für die Gruppe Badfinger. 
Auch Ringo Starrs Bandkollege John Lennon und Yoko Ono sollten ursprünglich kleine Rollen (als Passagiere der „Magic Christian“) im Film spielen. Ihre Szenen sollten in New York an Bord der damals brandneuen Queen Elizabeth 2 gedreht werden. Lennon erhielt allerdings kein USA-Visum, deswegen wurden beide Rollen gestrichen. Für die Ankunft auf dem Schiff wurden Doubles der beiden eingesetzt, die für wenige Sekunden im Film zu sehen sind. Auch sämtliche weiteren auf dem Luxusschiff geplanten Sequenzen wurden nicht realisiert.
Die Rolle des Youngman kommt im Originalroman von Terry Southern nicht vor, sie wurde extra für Ringo Starr in die Handlung eingebaut und erhielt im Drehbuch eine Reihe von Dialogzeilen zugeschrieben, die im Buch von Sir Guy gesagt werden. Co-Drehbuchautor Peter Sellers sorgte allerdings dafür, dass ein Großteil dieser Zeilen wieder zu seiner eigenen Figur zurückwanderten, weil er fürchtete, dass sonst Ringo Starr und nicht er selber die meisten Lacher kassieren würde, womit für Starr letztlich insgesamt relativ wenig Text übrig blieb. 
John Cleese und Graham Chapman, die am Drehbuch beteiligt waren, waren Mitglieder der britischen Komikergruppe Monty Python. Ein weiterer Sketch, den das Duo für den Film schrieb, wurde von Peter Sellers abgelehnt. Assheton Gorton entwarf die Filmbauten.
Im Vereinigten Königreich kam der Film am 12. Dezember 1969 ins Kino, in den USA lief er am 11. Februar 1970 in New York an. In der Bundesrepublik Deutschland war er erstmals am 4. September 1970 zu sehen.
DVD
Der Film wurde von Universal Pictures am 22. Mai 2006 auf DVD herausgegeben. Am 28. Mai 2013 wurde der Film über Olive Films auch als blu-ray veröffentlicht.

## Kritik
Das Lexikon des internationalen Films war der Ansicht, das sei ein Film über „die Macht des Geldes und über die Besinnungslosigkeit, mit der es eingenommen und ausgegeben“ werde. „Kritik, Klamauk und Humor“ würden dieses „bizarre Pop-Märchen recht unterhaltsam“ machen.
Roger Greenspun von der New York Times meinte, der Film sei lustig, unbequem und ohne eine Spur des Wohlwollens, auch würden die einzelnen Episoden, was die Qualität betrifft, sehr variieren.
Der Evangelische Film-Beobachter zog folgendes Fazit: „Nur in Einzelszenen geglückte Satire auf die Macht des Geldes und britische Eigenarten. Insgesamt zu verworren und auch durch die Hauptgestalt und ihre Motive teilweise anfechtbar.“